# Khách sạn huyền bí 3: Kỳ nghỉ ma cà rồng
Hotel Transylvania 3: Summer Vacation (tên gọi trên thế giới Hotel Transylvania 3: A Monster Vacation, phát hành tại Việt Nam với tựa Khách sạn huyền bí 3: Kỳ nghỉ ma cà rồng) là một bộ phim hài hoạt hình 3D được sản xuất bằng máy tính bởi Sony Pictures Animation và được phân phối bởi Sony Pictures Releasing. Đây là phần thứ ba trong loạt phim nhượng quyền Hotel Transylvania và phần tiếp theo của Hotel Transylvania 2 (2015). Đạo diễn phim là Genndy Tartakovsky và viết kịch bản là Tartakovsky và Michael McCullers, và tham gia lồng tiếng bởi Adam Sandler, Andy Samberg, Selena Gomez, Kevin James, David Spade, Steve Buscemi, Keegan-Michael Key, Molly Shannon, Fran Drescher, và Mel Brooks cũng như bổ sung mới cho dàn diễn viên như Kathryn Hahn và Jim Gaffigan.
Diễn ra một vài tháng sau các sự kiện của bộ phim trước, câu chuyện xoay quanh Dracula, Mavis, Johnny, và những người khác trong gia đình, cả con người lẫn quái vật, và bạn bè khi họ đi nghỉ trên chuyến tàu Monster Cruise sang trọng. Dracula bị thu hút bởi thuyền trưởng bí ẩn của con tàu Erika, cháu gái của Abraham Van Helsing, kẻ giết người khét tiếng và kẻ thù cổ xưa của Dracula..
Hotel Transylvania 3: Summer Vacation công chiếu tại Liên hoan phim hoạt hình quốc tế Annecy vào ngày 13 tháng 6 năm 2018 và dự kiến sẽ được phát hành tại Hoa Kỳ vào ngày 13 tháng 7 năm 2018.

## Phân vai lồng tiếng
- Adam Sandler vai Bá tước Dracula, ba của Mavis và là chủ khách sạn. (lồng tiếng Việt: Hữu Châu)
- Andy Samberg vai Jonathan ("Johnnystein"), một người trở thành bạn của những con quái vật ở phim đầu tiên. (lồng tiếng Việt: Lân Nhã)
- Selena Gomez vai Mavis, con gái của Dracula, là ma cà rồng trẻ tuổi. (lồng tiếng Việt: Như Thùy)
- Asher Blinkoff vai Dennis, con trai của Mavis và Jonathan, cháu ngoại của Dracula và là cháu cố ngoại của Vlad. (lồng tiếng Việt: Trọng Khang)
- Mel Brooks vai Vlad, một ma cà rồng cổ đại, ba của Bá tước Dracula, ông nội của Mavis và là ông cố ngoại của Dennis.
- Kevin James vai Frank/Frankenstein, một người bạn thân của Bá tước Dracula.
- Steve Buscemi vai Wayne, một người bạn thân của Bá tước Dracula.
- David Spade vai Griffin the Invisible Man, một người bạn thân của Bá tước Dracula.
- Keegan-Michael Key vai Murray, một người bạn thân của Bá tước Dracula.
- Fran Drescher vai Eunice, vợ của Frank.
- Molly Shannon vai Wanda, vợ của Wayne.
- Sadie Sandler vai Winnie, con gái của Wayne và Wanda. Bạn thân của Dennis.
- Kathryn Hahn vai Ericka Van Helsing, cháu cố của Abraham, thuyền trưởng và thợ săn quái vật. (lồng tiếng Việt: Khả Như)
- Jim Gaffigan vai Abraham Van Helsing, ông cố của Ericka Van Helsing và kẻ thù chính của Dracula. (lồng tiếng Việt: Bạch Long)
- Chrissy Teigen vai Crystal, bạn gái của Griffin.
- Joe Jonas vai Kraken.
- Genndy Tartakovsky vai Blobby và Bé Blobby.